# Ткаченко Євген Романович
Ткаченко Євген Романович (24 квітня 1941, м. Краснодон, нині Луганської області — 30 березня 2012) — український актор, режисер. Заслужений артист УРСР (1985), Народный артист Украины (20.08.2010)

## Життєпис
Народився 24 квітня 1941 у місті Краснодоні Луганської області, в родині інженера. Закінчив Краснодонську середню школу (1958), театральну студію при Луганському драмтеатрі (1960) і режисерський відділ Челябінського інституту культури (1979, нині РФ).
Працював режисером театру в Краснодоні (1960—1962) і аматорського театру в м. Переяслав-Хмельницький Київської області (1962—1963), актором театру ляльок у родинному місті (1969—1976) і містах Хмельницький (1970—1973) та Челябінськ (1973—1980).
Від 1980 — в м. Тернопіль: співорганізатор і головний режисер театру ляльок (нині — театр актора і ляльки), де поставив 31 виставу. З них відзначені преміями Міністерства культури «Куди ти, лошатко» і «Північна казка», а в 1981—1982 рр. — дипломами І і III ступенів на республіканському огляді.
У 1985 р. йому присвоєно звання «Заслужений артист УРСР».
З 1989 працював у Луганському академічному обласному театрі ляльок.

## Режисерські роботи
Луганський академічний обласний театр ляльок
- 2012, 30 березня — «Оскар і Рожева пані» за мотивами однойменного роману Еріка-Емманюеля Шмітта[2]